# شذبان (إب)

تعديل مصدري - تعديل

شذبان هي إحدى قرى عزلة المقاطن بمديرية إب التابعة لمحافظة إب، بلغ تعداد سكانها 887 نسمة حسب تعداد اليمن لعام 2004.